# 甘洒镇
甘洒镇，是中华人民共和国广东省肇庆市怀集县下辖的一个乡镇级行政单位。

## 行政区划
甘洒镇下辖以下地区：
罗爱村、下屈村、雨凌村、永富村、上屈村、屈东村、小布村、金龙村、石梅村、钱村、罗密村、小竹村和南洞村。